# Прапор Луцька
Пра́пор Лу́цька затверджений 23 серпня 2007 року рішенням сесії Луцької міської ради.

## Опис
Прямокутне полотнище зі співвідношенням сторін 1:1, розділене на чотири рівні частини. Верхня від древка та нижня від краю — червоні. Дві інші частини — жовті. На верхній від древка (червоній) частині — срібний (білий) волинський хрест. Хоругва поєднала в собі колір символіки герба міста Луцька та Волині.